# Herman Leonard
Herman Leonard (Allentown, 6 de março de 1923 – Los Angeles, 14 de agosto de 2010) foi um fotógrafo estadunidense notório por ter fotografado personalidades reconhecidas com o "lendas do jazz", tais como Louis Armstrong, Billie Holiday e Duke Ellington, além de outros músicos relacionados ao estilo, como Frank Sinatra, Tony Bennett, Miles Davis e Dizzy Gillespie.